# Peo Alfonsi

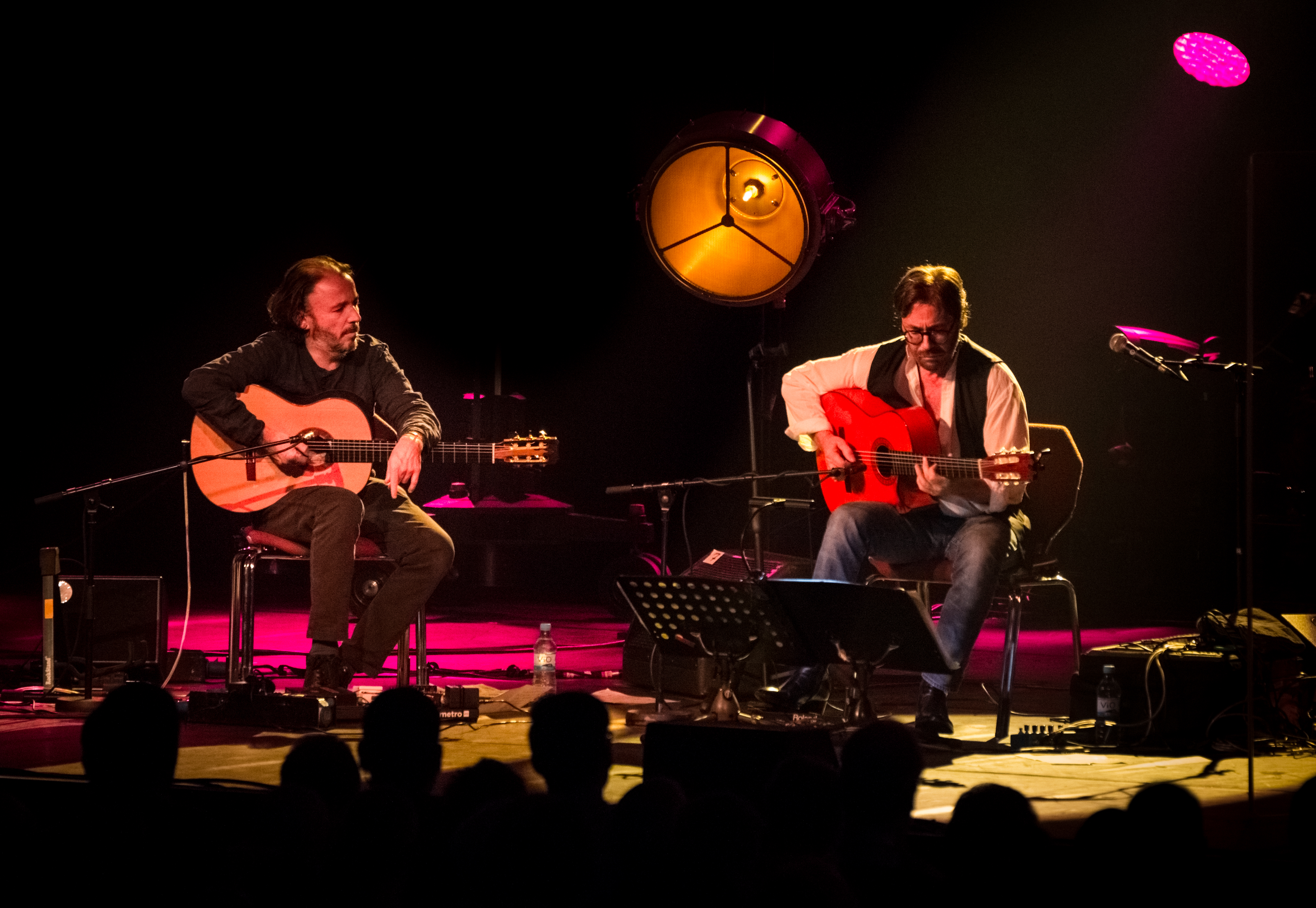
Peo Alfonsi (links) mit Al Di Meola bei den Leverkusener Jazztagen 2016

Paolo „Peo“ Alfonsi (* 1967 in Iglesias) ist ein italienischer Jazzmusiker (Gitarre, Komposition), der sein Instrument normalerweise akustisch spielt und mit weltmusikalischem Material arbeitet.

## Wirken
Alfonsi absolvierte auf dem Konservatorium von Cagliari eine klassische Ausbildung. Er trat mit Musikern wie Pat Metheny, Kenny Wheeler, Trilok Gurtu, Marc Ribot, Chris Laurence, Martin France, Paolo Fresu, Antonello Salis, Stefano Battaglia, Furio Di Castri oder Elena Ledda auf und bildete Duos mit Massimo Ferra, Sandro Fontoni, Norma Winstone und Roberto Ottaviano. Weiter arbeitete er im Trio Ammentos mit Fausto Beccalossi und Salvatore Maiore sowie in Gruppen von Al Di Meola und Gabriele Mirabassi, mit denen er auch international auf Tournee war. Auch spielte er zwei Alben mit Di Meolas New World Sinfonia ein und war an dem Zusammentreffen von Di Meola und Andrea Parodi sowie weiteren Musikern beteiligt.
Zudem unterrichtet er Jazzgitarre am Konservatorium von Parma. 

## Preise und Auszeichnungen
Beim Jazzwettbewerb von Posada erhielt er 1996 den ersten Preis. Das Trio Ammentos wurde für sein Album Remarkkramer 2008 mit dem Premio Kramer ausgezeichnet.

## Diskographische Hinweise
- Al Di Meola & Andrea Parodi Midsummer Night in Sardinia (2005)
- Peo Alfonsi / Gabriele Mirabassi / Kyle Gregory / Salvatore Maiore / Antonio Mambelli Itaca (Egea 2009)
- J.S. Bach for lute vol 1 (2010)
- Il velo di Iside (2012)
- Change of Heart (2015)